# Gimson
Gimson is een historisch fiets en motorfietsmerk.

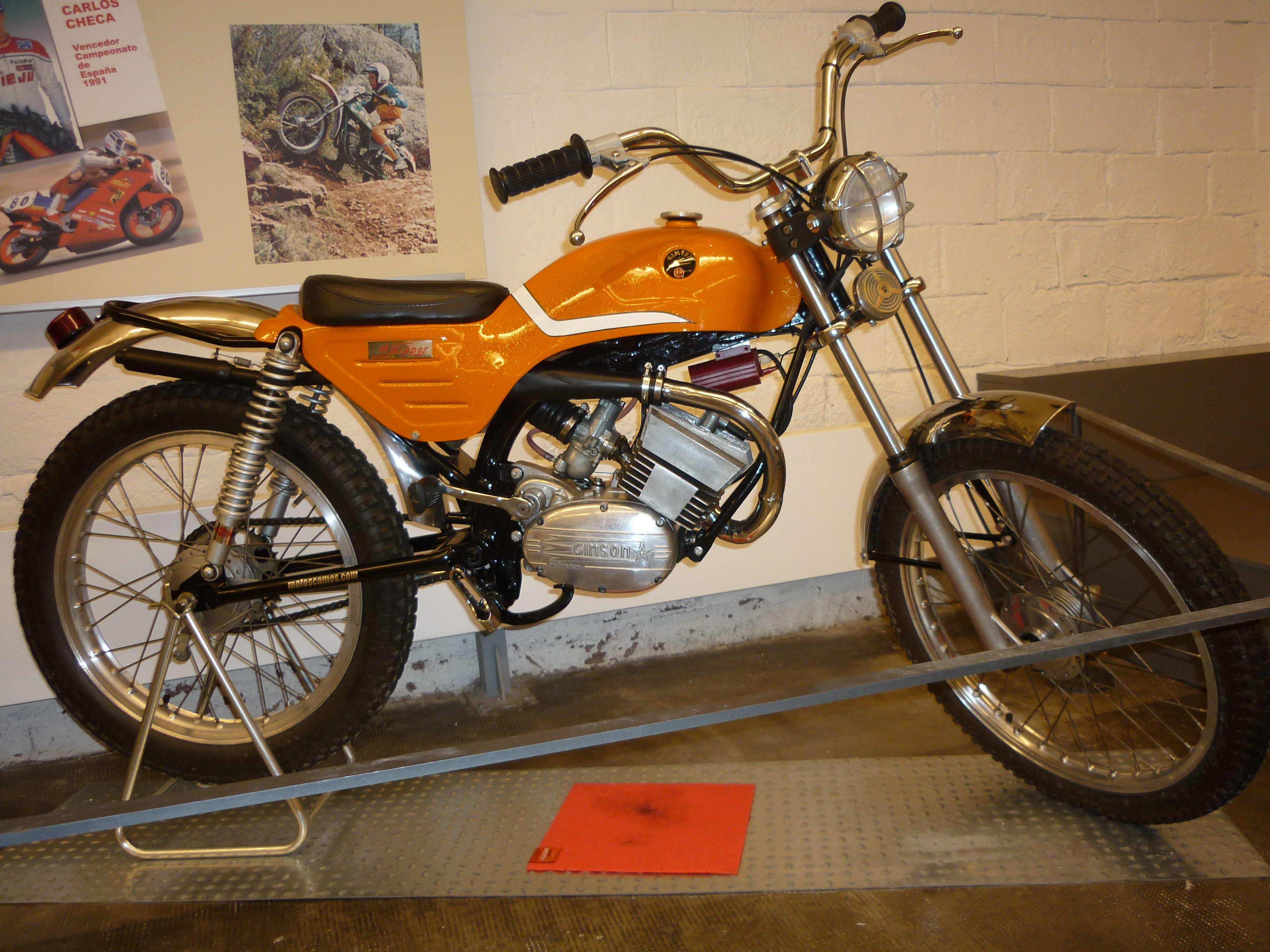
Gimson Skipper Trail uit 1976

De bedrijfsnaam was Gimbernant Hermanos, Figueras, Gerona. De naam Gimson was een acroniem voor Gimbernat en zonen
Spaanse fietsenfabriek, van 1930 tot 1982. In 1955 begon men met het produceren van lichte 49- en 65 cc tweetakt-motorfietsjes met Gamo motoren, na terugtrekking van de gebroeders Parès (makers van de Gamo motor) werden Flandria-motoren in licentie nagebouwd bij Gimson en vervolgens bij hun modellen geïntegreerd. Door de jaren heen gingen de bromfietsen ook steeds dichter bij de modellen van Flandria aanleunen qua vormgeving. Zelfs tot enkele jaren na het faillissement bij Flandria in 1981, ging Gimson nog door met het bouwen van bromfietsen.